# WTA 프리미어 토너먼트
프리미어 토너먼트(Premier Tournaments)는 2009년 WTA 투어 때부터 새롭게 생긴 WTA 대회 분류의 하나이다. 이 분류는 기존의 WTA 티어 I 대회 분류를 대체하였으며, 해당 분류에 속하는 대회 수가 과거에 비해 20개로 줄었다(기존의 티어 I/II 대회는 26개). 티어 III 및 IV 대회는 인터내셔널 분류에 의해 대체되었다.

## 대회 목록
| 대회 분류         |
| ----------------- |
| WTA 챔피언십      |
| 프리미어 맨데터리 |
| 프리미어 5        |
| 프리미어          |

※ 아래는 개최 순서순으로 정렬된 목록임.
| 대회명                     | 개최지          | 코트       | 총상금(US$) | 현재 챔피언           |
| 메디뱅크 인터내셔널        | 시드니          | 하드       | 600,000     | 엘레나 데멘티에바     |
| GDF 수에즈 오픈            | 파리            | 하드 (i)   | 700,000     | 아멜리 모레스모       |
| 바클레이즈 두바이 챔피언십 | 두바이          | 하드       | 2,000,000   | 비너스 윌리엄스       |
| 인디언 웰즈 마스터스       | 인디언 웰즈     | 하드       | 4,500,000   | 베라 즈보나레바       |
| 마이애미 마스터스          | 키 비스케인     | 하드       | 4,500,000   | 빅토리아 아자렌카     |
| 패밀리 써클 컵             | 찰스턴          | 클레이     | 1,000,000   | 자비네 리지키         |
| 포르쉐 테니스 그랑프리     | 슈투트가르트    | 클레이 (i) | 700,000     | 스베틀라나 쿠즈넷소바 |
| 로마 마스터스              | 로마            | 클레이     | 2,000,000   | 디나라 사피나         |
| 마드리드                   | 마드리드        | 클레이     | 4,500,000   | 디나라 사피나         |
| 바르샤바 오픈              | 바르샤바        | 클레이     | 600,000     | 알렉산드라 둘게루     |
| AEGON 인터내셔널           | 이스트본        | 잔디       | 600,000     | 카롤리네 보스니아키   |
| 뱅크 오브 더 웨스트 클래식 | 스탠포드        | 하드       | 700,000     | 마리옹 바르톨리       |
| LA 여자 테니스 챔피언십    | 로스앤젤레스    | 하드       | 700,000     | 플라비아 펜네타       |
| 신시내티 마스터스          | 메이슨          | 하드       | 2,000,000   | 옐레나 얀코비치       |
| 캐나다 마스터스            | 토론토/몬트리얼 | 하드       | 2,000,000   | 엘레나 데멘티에바     |
| 파일럿 펜 테니스           | 뉴 헤이븐       | 하드       | 600,000     | 카롤리네 보스니아키   |
| 토레이 팬 퍼시픽 오픈      | 도쿄            | 하드       | 2,000,000   | 디나라 사피나         |
| 차이나 오픈                | 베이징          | 하드       | 4,500,000   | 옐레나 얀코비치       |
| 크레믈린 컵                | 모스코바        | 카펫 (i)   | 1,000,000   | 옐레나 얀코비치       |
| WTA 투어 챔피언십          | 도하            | 하드       | 4,450,000   | 비너스 윌리엄스       |

## 최근 대회 결과

### 2009년
아래는 대회 분류 및 개최순서순으로 정렬된 목록임.
| 대회명                     | 우승자                | 준우승자              | 스코어           |
| -------------------------- | --------------------- | --------------------- | ---------------- |
| 프리미어 맨데터리          |                       |                       |                  |
| 인디언 웰즈 마스터스       | 베라 즈보나레바       | 아나 이바노비치       | 7–6(5), 6–2      |
| 마이애미 마스터스          | 빅토리아 아자렌카     | 세레나 윌리엄스       | 6–3, 6–1         |
| 마드리드 마스터스          | 디나라 사피나         | 카롤리네 보스니아키   | 6–2, 6–4         |
| 차이나 오픈                | 개최 예정             | 개최 예정             | 개최 예정        |
| 프리미어 5                 |                       |                       |                  |
| 바클레이즈 두바이 챔피언십 | 비너스 윌리엄스       | 비르지니 라자노       | 6–4, 6–2         |
| 로마 마스터스              | 디나라 사피나         | 스베틀라나 쿠즈넷소바 | 6–3, 6–2         |
| 신시내티 마스터스          | 옐레나 얀코비치       | 디나라 사피나         | 6–4, 6–2         |
| 캐나다 마스터스            | 엘레나 데멘티에바     | 마리아 샤라포바       | 6–4, 6–3         |
| 토레이 팬 퍼시픽 오픈      | 마리아 샤라포바       | 옐레나 얀코비치       | 5–2, 기권        |
| 프리미어 10                |                       |                       |                  |
| 메디뱅크 인터내셔널        | 엘레나 데멘티에바     | 디나라 사피나         | 6–3, 2–6, 6–1    |
| GDF 수에즈 오픈            | 아멜리 모레스모       | 엘레나 데멘티에바     | 7–6(7), 2–6, 6–4 |
| 패밀리 써클 컵             | 자비네 리지키         | 카롤리네 보스니아키   | 6–2, 6–4         |
| 포르쉐 테니스 그랑프리     | 스베틀라나 쿠즈넷소바 | 디나라 사피나         | 6–4, 6–3         |
| 바르샤바 오픈              | 알렉산드라 둘게루     | 알료나 본다렌코       | 7–6(3), 3–6, 6–0 |
| AEGON 인터내셔널           | 카롤리네 보스니아키   | 비르지니 라자노       | 7–6, 7–5         |
| 뱅크 오브 더 웨스트 클래식 | 마리옹 바르톨리       | 비너스 윌리엄스       | 6–2, 5–7, 6–4    |
| LA 여자 테니스 챔피언십    | 플라비아 펜네타       | 서맨사 스토서         | 6–4, 6–3         |
| 파일럿 펜 테니스           | 카롤리네 보스니아키   | 엘레나 데멘티에바     | 6–2, 6–4         |
| 크레믈린 컵                | 프란체스카 스키아보네 | 올가 고보르초바       | 6–3, 6–0         |